# Иванов, Йордан
Йордан Иванов Николов — болгарский историк литературы, археолог, фольклорист и знаток болгарской средневековой литературы и культуры, особенно богомильства. Академик. Первооткрыватель рукописи «Славяно-болгарской истории». Заложил основы болгарских исследований во Франции после Первой мировой войны.
Происходит из старинной священнической семьи из Кратово, сегодня в Северной Македонии. Его дочь и внучка также являются болгарскими исследователями культурного и исторического наследия.
Академик Йордан Иванов интересовался также историей города Болгара.